# Pseudevirchoma albonigra
Pseudevirchoma albonigra är en stekelart som först beskrevs av Heinrich 1938.  Pseudevirchoma albonigra ingår i släktet Pseudevirchoma och familjen brokparasitsteklar. Inga underarter finns listade i Catalogue of Life.